# مرگ طبیعی
مرگ طبیعی گونه‌ای از مرگ است که به موجب عواملی همچون اختلال در کارکرد اعضای حیاتی بدن، سالمندی و از کارافتادگی، و بیماری‌های عفونی روی می‌دهد. در گواهی فوتی که توسط پزشکی قانونی صادر می‌شود، به این موضوع می‌بایست اشاره شده باشد.
در مقابل مرگ طبیعی، مرگ غیرطبیعی وجود دارد که در اثر عواملی مانند قتل، خودکشی، جنگ ، از دست دادن جان در اثر رخدادهای طبیعی و دست‌ساز بشر به وجود می‌آید.